# MG 자동차

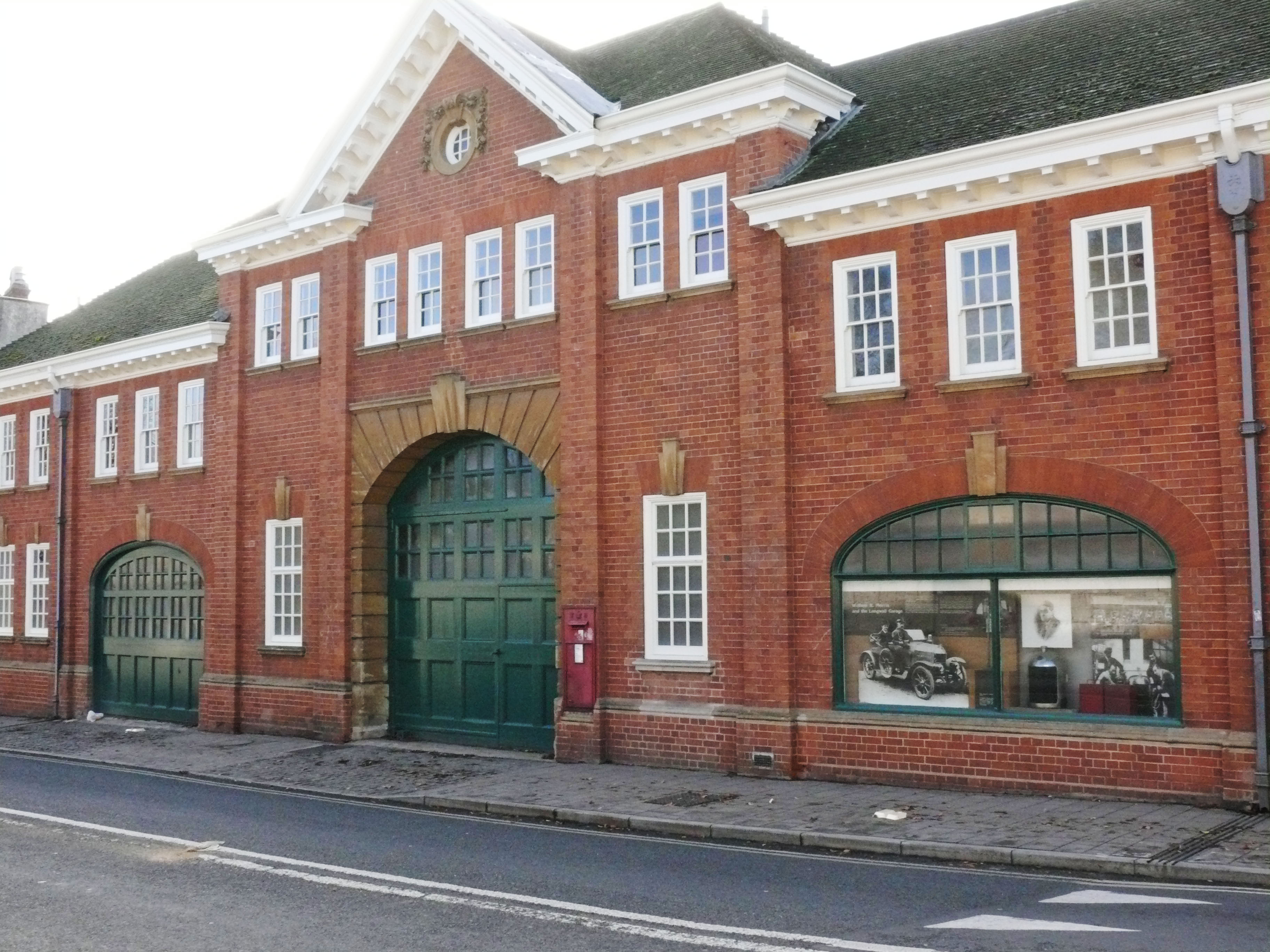
MG의 생산이 시작된 옥스퍼드 롱월 스트리트의 모리스 차고

MG 자동차(MG Cars)는 1920년대에 세실 킴버가 설립한 영국의 자동차 브랜드이다. M.G. 자동차 유한회사(M.G. Car Company Limited)는 이 브랜드를 유명하게 만든 영국의 스포츠카 제조사였다. 개방된 2자리 스포츠카로 유명한 MG는 최대 3리터 크기의 엔진을 갖춘 세단과 쿠페도 생산했다. 이 브랜드는 현재 중화인민공화국 소유 상하이 자동차가 보유하고 있다.